# Fred Halsted
Fred Halsted (Long Beach, 17 luglio 1941 – Dana Point, 9 maggio 1989) è stato un regista e attore pornografico statunitense, che ha lavorato nel campo della pornografia gay.

## Biografia
Fu legato sentimentalmente all'attore pornografico Joey Yale. Insieme a quest'ultimo e a David Webb aprì il sex club Halsted's a Silver Lake, Los Angeles, locale che però chiuse dopo un anno. Fu molto sconfortato dalla morte per AIDS del compagno Joey Yale nel 1986. Tre anni dopo si suicidò con un'overdose di sonniferi.

## Filmografia
Segue una filmografia parziale di Fred Halsted.
- The Sex Garage (1972)
- L.A. Plays Itself (1972)
- Sextool (1975)
- A Night at Halsted's (1982)